# 出川雄一郎
出川 雄一郎（でがわ ゆういちろう、1959年〈昭和34年〉 - ）は、日本の実業家、会社役員、株式会社蔦金商店代表取締役社長。タレントの出川哲朗は弟。

## 経歴

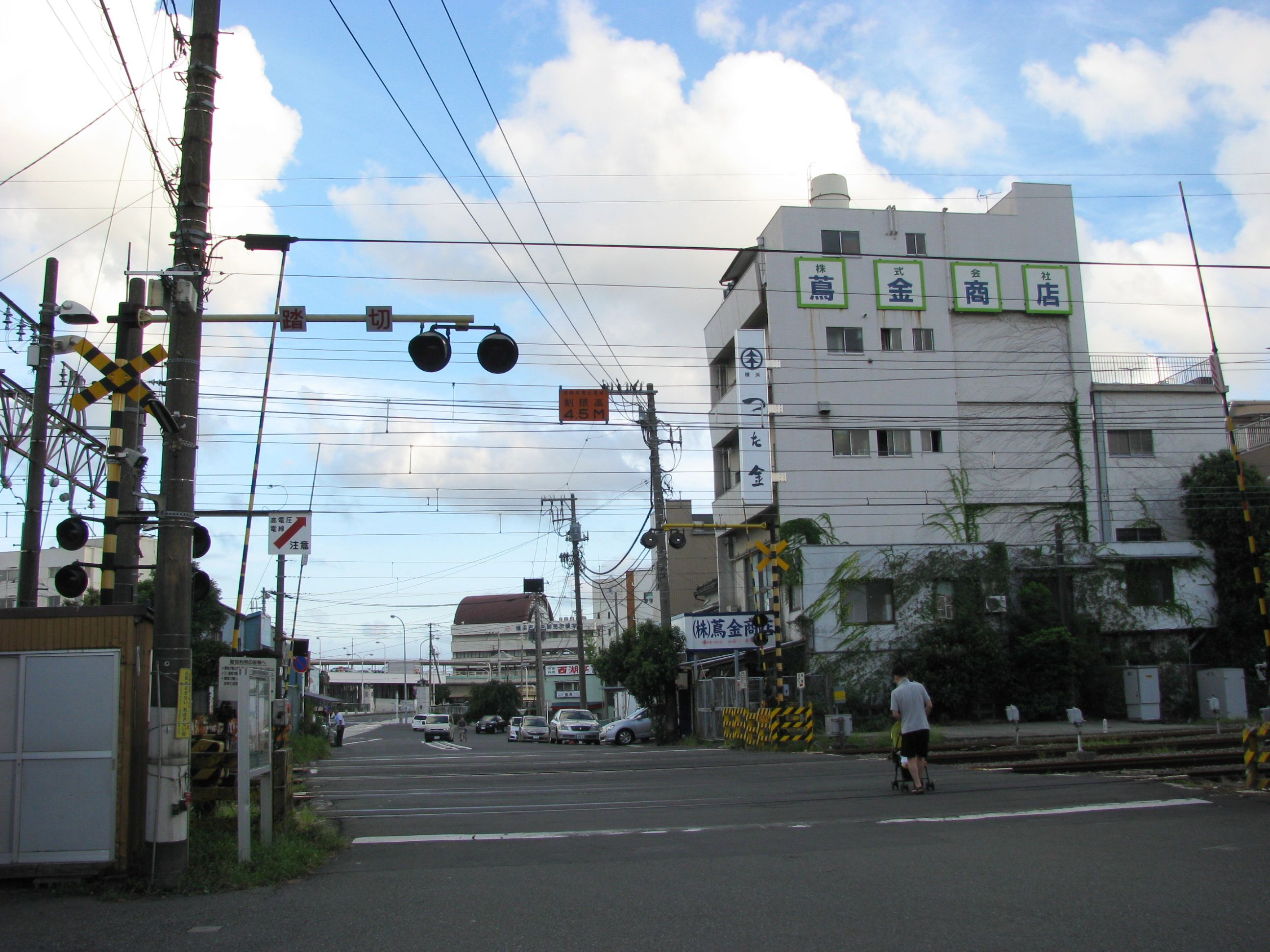
蔦金商店

1959年、代々海苔問屋を経営する出川家の長男として神奈川県横浜市神奈川区に生まれる。
哲朗とはたびたびテレビなどメディアでも共演している。雄一郎は出川家代々の家業である海苔屋を継承し、株式会社蔦金商店5代目社長に就任している。弟の哲朗も蔦金商店の取締役を務めていた時期があった。

## 家系
大伯父に八幡製鐵の初代社長を務めた三鬼隆、曾祖父に実業家・政治家の三鬼鑑太郎、母方の遠戚に女優の原節子がいる。従姉妹に2年連続でエミー賞を受賞したメイクアップアーティストのMOTOKOがいる。哲朗の他にも一般人の妹がいる。